# Бъкли
Вижте пояснителната страница за други значения на Бъкли.
Бъ̀кли (на английски: Buckley; на уелски: Bwcle, Бу̀кле) е град в Северен Уелс, графство Флинтшър. Разположен е на около 15 km западно от английския град Честър. Първите сведения за града датират от 11 век. Има жп гара от 14 юни 1860 г. На около 6 km до източната му част е летището на уелските градове Хардън и Бротън. Населението му е 20 232 жители, по приблизителна оценка от юни 2017 г.